# Benauli
Benauli (en népalais : बेनौली) est un comité de développement villageois du Népal situé dans le district de Bara. Au recensement de 2011, il comptait 5 108 habitants.